# Cornelia Halbheer
Cornelia Halbheer (née le 16 août 1992) est une athlète suisse, spécialiste du sprint.
Elle remporte le titre du relais 4 x 100 m lors de l'Universiade 2017 à Taipei.